# Uwe Proske
Uwe Proske (n. 10 octombrie 1961, Löbau, Saxonia, Germania) este un scrimer german, medaliat olimpic. A participat la 2 ediții ale Jocurilor Olimpice (1988, 1992) în care a câștigat o medalie de aur.